# Cantonul Ploërmel
Cantonul Ploërmel este un canton din arondismentul Vannes, departamentul Morbihan, regiunea Bretania, Franța.

## Comune
- Campénéac
- Gourhel
- Loyat
- Montertelot
- Ploërmel (reședință)
- Taupont